# John Hobhouse
John Cam Hobhouse (ur. 27 czerwca 1786 w Redland niedaleko Bristolu, zm. 3 czerwca 1869 w Londynie) – brytyjski polityk, członek stronnictwa wigów, minister w rządach lorda Greya, lorda Melbourne’a i lorda Johna Russella.
Był najstarszym synem sir Benjamina Hobhouse’a i Charlotte Cam, córki Samuela Cama. Wykształcenie odebrał w Westminster School oraz w Trinity College na Uniwersytecie Cambridge. Na studiach zaprzyjaźnił się z poetą lordem Byronem. W latach 1809–1811 towarzyszył mu w jego podróży do Europie.
Po powrocie do Wielkiej Brytanii Hobhouse zaczął udzielać się w życiu politycznym. Związał się ze stronnictwem radykałów. Pisał wiele pamfletów, za jeden z nich (A trifling mistake) został w 1819 r. uwięziony w Newgate. W 1820 r. uzyskał mandat parlamentarny z okręgu Westminster. Okręg ten reprezentował do 1833 r. W 1834 r. został deputowanym z okręgu Nottingham. Miejsce w Izbie Gmin utracił w 1847 r., ale powrócił rok później po wyborach uzupełniających w okręgu Harwich.
Hobhouse jest autorem zwrotu „Lojalna Opozycja Jego Królewskiej Mości” (His Majesty’s Loyal Opposition), którego użył w przemówieniu na forum parlamentu w 1826 r. W 1832 r. został sekretarzem ds. wojny. W 1833 r. objął stanowisko Głównego Sekretarza Irlandii, a w 1834 r. został na krótko pierwszym komisarzem ds. lasów. W latach 1835–1841 i 1846–1852 był członkiem gabinetu jako przewodniczący Rady Kontroli.
W 1851 r. otrzymał tytuł 1. barona Broughton i zasiadł w Izbie Lordów. W 1852 r. otrzymał Krzyż Wielki Orderu Łaźni. Był żonaty z lady Julią Hay i miał z nią trzy córki.
Był autorem Journey through Albania (1813), Historical Illustrations of the Fourth Canto of Childe Harold (1818) oraz Recollections of a Long Life (1865). Pozostawił po sobie także wiele listów i pamiętników, które zostały opublikowane przez jego córkę, lady Dorchester, również pod tytułem Recollections from a Long Life (1909).
Lord Broughton został pochowany na cmentarzu Kensal Green w Londynie. Nie pozostawił po sobie męskiego potomka, w związku z czym wygasł jego tytuł parowski.